# Wirtschaftssanktionen
Wirtschaftssanktionen (englisch economic sanctions) sind hoheitliche Sanktionen von Staaten, Staatengemeinschaften oder internationalen Organisationen, die aus dem Einsatz von Außenhandelsinstrumenten gegen andere Staaten resultieren.

## Allgemeines
Einzelne Staaten, Staatengemeinschaften (wie etwa die Europäische Union) oder internationale Organisationen (wie die UNO) können Wirtschaftssanktionen gegen andere Völkerrechtssubjekte verhängen. Wie jede Sanktion sollen Wirtschaftssanktionen Einfluss nehmen auf das Verhalten anderer Staaten und diese durch wirtschaftliche Nachteile zu einer Verhaltensänderung zwingen.
Der Begriff der Wirtschaftssanktion ist im Völker- und Europarecht nicht eindeutig geklärt und erfasst ausschließlich Maßnahmen im Bereich der Außenwirtschaftsbeziehungen. Die Wirtschaftssanktion ist eine Maßnahme, die als Reaktion auf nachteiliges Verhalten eines anderen Völkerrechtssubjektes erfolgt. Im Bereich des Außenhandels kann dem Völkerrecht kein allgemeines Diskriminierungsverbot entnommen werden. Wirtschaftssanktionen verstoßen auch nicht gegen die Pflicht zu internationaler Zusammenarbeit aus Art. 56 UN-Charta, denn mit der Wirtschaftssanktion soll regelmäßig die Beilegung eines Konflikts bewirkt und die Grundlage für eine spätere internationale Zusammenarbeit geschaffen werden.

## Arten
Allgemein wird zwischen völkerrechtskonformen und völkerrechtswidrigen Wirtschaftssanktionen unterschieden. Eine anerkannte Abgrenzung gibt es aber bis heute nicht. Ein Abgrenzungsversuch sieht Wirtschaftssanktionen als völkerrechtskonform an, solange sie nicht das Interventionsverbot verletzen. Wann diese Grenze überschritten ist, ist ebenfalls Gegenstand von Diskussionen und könnte unter anderem an Zweck, Ausmaß, Verhältnismäßigkeit oder Wirksamkeit der Maßnahme anknüpfen. Teilweise werden aber auch jegliche Wirtschaftssanktionen als Zwangsmaßnahmen angesehen.
Darüber hinaus sind wirtschaftliche (und andere) Zwangsmaßnahmen auch dann völkerrechtskonform, wenn sie zwar gegen das Interventionsverbot verstoßen, aber vom UN-Sicherheitsrat als Reaktion auf die militärische Gewaltausübung eines Staates oder sonst eine Bedrohung oder einen Bruch des Friedens empfohlen oder angeordnet werden (Art. 41 UN-Charta). In diesem Fall sind sie für die UN-Mitgliedstaaten verbindlich.
Solche Zwangsmaßnahmen können für die genannten Fälle auch jenseits des Sicherheitsrates in regionalen Abmachungen festgelegt oder von regionalen Einrichtungen ergriffen werden, solange „diese Abmachungen oder Einrichtungen und ihr Wirken mit den Zielen und Grundsätzen der Vereinten Nationen vereinbar sind“ (Art. 52 Abs. 1 UN-Charta) und sie – mit Ausnahme von Maßnahmen gegen einen sog. „Feindstaat“ des 2. Weltkrieges – vom Sicherheitsrat genehmigt wurden (Art. 53 Abs. 1 UN-Charta).
Ob die UN-Generalversammlung im Rahmen von UN-Resolution 377 A (d. h. wenn der Sicherheitsrat blockiert ist) auch anstelle des Sicherheitsrates Zwangsmaßnahmen genehmigen kann, ist unklar, da Resolution 377 A die Befugnisse der Generalversammlungen aus der UN-Charta nicht erweitert und sie daher nur Empfehlungen für Kollektivmaßnahmen aussprechen kann, die die Staaten im Rahmen ihrer bereits bestehenden Rechte ausführen können.
Des Weiteren wird unterschieden, von wem die Maßnahmen ausgehen:
- Kollektive Wirtschaftssanktionen werden durch den UN-Sicherheitsrat bei einer Bedrohung des Weltfriedens im Sinne des Art. 39 UN-Charta auf Grundlage des Art. 41 UN-Charta angeordnet. Der UN-Sicherheitsrat kann „regionale Abmachungen oder Einrichtungen“ zur Durchführung von Zwangsmaßnahmen unter seiner Führung in Anspruch nehmen (Art. 53 UN-Charta).
- Unilaterale Maßnahmen gehen von einem einzelnen Staat aus.[10]
- Gemeinschaftliche Maßnahmen gehen von Staatengemeinschaften aus.[11] Für die Europäische Union ergibt sich die Rechtsgrundlage aus Art. 75 AEUV und Art. 215 AEUV.

Nach dem Inhalt der Wirtschaftssanktion können folgende Sanktionsarten unterschieden werden:
- Verkehrssanktionen führen zum Verbot des Schiffs- und Flugverkehrs mit anderen Ländern.
- Handelssanktionen führen zum Verbot vom Importen und Exporten.
- Finanzsanktionen führen zum Einfrieren von Auslandskonten und dem Verbot von Kapitaltransfers.
- Sanktionen können auch das Aussetzen von Entwicklungshilfe zum Ziel haben.
- Kommunikationssanktionen führen zur Unterbrechung von Kommunikationsverbindungen.

Sanktionen können umfassend oder partiell sein:
- Umfassende Wirtschaftssanktionen: Sind die vollständige Unterbrechung der Handelsbeziehungen mit dem durch Sanktionen belasteten Staat. Auch Ein- und Ausfuhrverbote sowie Kapitaltransferverbote zählen zu den Zwangsmitteln umfassender Wirtschaftssanktionen.
- Partielle Wirtschaftssanktionen: Dies sind einseitige Sanktionen, die Beschränkungen innerhalb eines Bereiches oder Wirtschaftssektors vorsehen. Dazu gehören auch Ein- und Ausfuhrverbote bestimmter Güter (etwa militärische Ausrüstung, Arzneimittel, Hochtechnologie).
- Gezielte Wirtschaftssanktionen (englisch smart sanctions, targeted sanctions): Dies sind gezielte Beschränkungen gegen verantwortliche Führungseliten von Staaten oder Rebellenorganisationen. Darunter versteht man unter anderem das Einfrieren von Staats- oder Privatkonten, Ein- und Ausreiseverbote, Importverbote für bestimmte Waren (z. B. Blutdiamanten, Ölembargo). Die Bevölkerung soll dabei möglichst geschont werden.[13]

## Wirtschaftssanktionen durch UN oder EU
Von Art. 41 UN-Charta wurde bis 1990 nur zweimal Gebrauch gemacht, 1966 (bis 1979) gegen Rhodesien und 1979 (bis 1994) als Waffenembargo gegen Südafrika. Seit 1990 kam es zu zahlreichen Wirtschaftssanktionen.
Der Rat der Europäischen Union kann als Teil seiner Gemeinsamen Außen- und Sicherheitspolitik Wirtschaftssanktionen anordnen (Art. 215 AEUV). Ist ein Tätigwerden der Gemeinschaft vorgesehen, um die Wirtschaftsbeziehungen zu einem oder mehreren dritten Ländern auszusetzen, einzuschränken oder vollständig einzustellen, so trifft der Rat nach Art. 301 AEUV die erforderlichen Sofortmaßnahmen; der Rat beschließt auf Vorschlag der Kommission mit qualifizierter Mehrheit. Die Europäische Wirtschaftsgemeinschaft verhängte ihre erste Wirtschaftssanktion 1982 gegen die Sowjetunion, bis 2019 gab es 35 weitere Sanktionen gegen andere Staaten. Die häufigsten Sanktionsinstrumente sind Waffenembargos, Einreiseverbote, Kontosperren und Waren- und Dienstleistungsboykotts. Solche „intelligenten Sanktionen“ (englisch smart sanctions) sollen zielgerichtet einzelne Individuen oder Gruppen der herrschenden Elite im jeweiligen Land treffen, ohne zugleich die Zivilbevölkerung zu schädigen.
In Deutschland sieht § 4 Abs. 1 AWG vor, dass insbesondere im Falle der Störung der öffentlichen Sicherheit oder des friedlichen Zusammenlebens der Völker der Außenwirtschaftsverkehr mittels Rechtsverordnung Rechtsgeschäfte und Handlungen beschränkt werden kann.

## Geschichte
Antike und Mittelalter
Bereits in der Antike wurden Wirtschaftssanktionen gelegentlich auch außerhalb von Belagerungen durchgeführt. Beispielsweise verhängte Athen gegen Megara eine Handelssperre als Strafe für deren Unterstützung der Spartaner. Im Mittelalter nutzte vor allem die Hanse den Abbruch aller Wirtschaftsbeziehungen als Druckmittel. Die Kombination von militärischem und wirtschaftlichem Druck war oft ein übliches Mittel, um politische Ziele zu verfolgen. So sperrte beispielsweise die niederländische Flotte 1584 im Rahmen des Achtzigjährigen Krieges die unter spanischer Herrschaft stehenden flandrischen Häfen vom Seehandel ab. Damit wurde erstmals eine Wirtschaftsblockade gegen eine ganze Region verhängt.
Gründerzeit
In der Gründerzeit versuchte das napoleonische Frankreich mit der Kontinentalsperre zwischen 1806 und 1813 England vom Handel mit dem europäischen Festland abzuschneiden. Die Maßnahme wurde für Frankreich zum Fehlschlag, weil der eigene wirtschaftliche Schaden groß war, während England die Handelsbeziehungen in den Rest der Welt intensivieren konnte. 1832 blockierten England und Frankreich die niederländischen Häfen, um die Niederlande zur Anerkennung der Unabhängigkeit Belgiens zu zwingen.
Im 19. Jahrhundert wuchsen die gegenseitigen wirtschaftlichen Abhängigkeiten, dadurch erhöhte sich auch die Bedeutung von Wirtschaftssanktionen. So war im Ersten Weltkrieg die weiträumige Wirtschaftsblockade der Alliierten gegen die Mittelmächte ein Faktor von kriegsentscheidender Bedeutung. Nicht nur für die Waffenproduktion benötigte Rohstoffe, sondern auch Lebensmittel mussten rationiert werden. Die katastrophale Ernährungssituation verursachte alleine im Deutschen Reich 424.000 Hungertote und begünstigte die Pandemie der spanischen Grippe von 1918.
Neuzeit
In der Neuzeit wurden zwischen 1920 und 1945 internationale Wirtschaftssanktionen im Völkerbund beschlossen. Maßnahmen waren einstimmig zu beschließen, weshalb es bei den meisten Konflikten nicht zu einem Beschluss des Völkerbundes kam.
Wegen des Chacokriegs verhängte der Völkerbund im Mai 1934 ein allgemeines Waffenembargo gegen Bolivien und Paraguay. Dieses wurde bis August 1934 von fast allen Mitgliedstaaten umgesetzt. Im November 1934 wurde ein Bericht des Rates zur friedlichen Beendigung des Konflikts verabschiedet, den aber nur Bolivien akzeptierte. Daraufhin wurden die Sanktionen einseitig gegen Paraguay aufrechterhalten. Im Juli 1935 kam es zu einem Friedensvertrag. Es wird angenommen, dass neben der beidseitigen Kriegserschöpfung auch die Sanktionen die Friedensbereitschaft förderten.
Anlässlich des Abessinienkrieges wurden Wirtschaftssanktionen gegen Italien beschlossen, die im November 1935 in Kraft traten. Zu den Maßnahmen zählte ein Waffenembargo, ein Kapitalembargo, ein Importembargo für italienische Waren und ein partielles Exportembargo nach Italien. An dem Embargo beteiligten sich die meisten Völkerbundstaaten mit Ausnahme der USA, der Sowjetunion und des Deutschen Reiches. Das Embargo bewirkte zwar eine Reduzierung des italienischen Außenhandels um 36 % (von November 1934 bis Juni 1935) und einen Rückgang des Importvolumens um 30 %. Bis zum Mai 1936 gelang es Italien jedoch Abessinien komplett zu erobern. Zwei Monate später wurden die Wirtschaftssanktionen wieder aufgehoben. In der Folgezeit war der Völkerbund aufgrund internationaler Spannungen nicht mehr handlungsfähig. Weder im spanischen Bürgerkrieg (1936–1939), noch im japanisch-chinesischen Krieg (1937–1945) kam es zu nennenswerten Maßnahmen.
In der Nachkriegszeit führte der Stopp des Technologietransfers westlicher Industriestaaten im Rahmen des COCOM ab Januar 1950 zu Exportkontrollen gegenüber dem Ostblock. Erste UN-Sanktionen in Form von Wirtschaftssanktionen wurden 1962 wegen der Apartheid gegen Südafrika verhängt, die 1964 vom UN-Sicherheitsrat verschärft wurden und bis 1988 bestanden. Inzwischen gab es ab Dezember 1962 ein Röhren-Embargo der NATO insbesondere gegen die Sowjetunion durch das Exportverbot von Pipelines.
Nach der Geiselnahme von Teheran im November 1979 wurden in den USA iranische Bankguthaben eingefroren. Ein US-Getreideembargo gegen die Sowjetunion fand zwischen Januar 1980 und 1982 statt. Grund war die sowjetische Intervention in Afghanistan. Als Reaktion auf die Revolution der Sandinisten gab es 1981 bis 1990 eine Einstellung der Entwicklungshilfe für Nicaragua. Umfassende Wirtschaftssanktionen einschließlich eines Waffenembargos wurden verhängt gegen den Irak (1990–2003, seit 2003 nur noch Waffenembargo und Finanzsanktionen) oder die Bundesrepublik Jugoslawien (1992–1996 und 1998–2001). Ein Waffenembargo wurde verhängt gegen Somalia (seit 1992), Libyen (1992–2003), Liberia (seit 1992), Haiti (1993–1994), Angola (1993–2002), Ruanda (1994–1995), Sudan (seit 2004), Sierra Leone (1997–1998, 2000–2003), Afghanistan (seit 1999), Äthiopien und Eritrea (2000–2001), Demokratische Republik Kongo (seit 2003), Elfenbeinküste (seit 2004). Hinzu kommen oft auch Reisebeschränkungen und Finanzsanktionen gegen Regierungsmitglieder. Seit 1992 werden zunehmende gezielte Wirtschaftssanktionen verhängt. Beispielsweise wurde es Verboten Ersatzteile für Erdölraffinerien nach Libyen zu liefern. Gegen Liberia wurde ein internationales Importverbot für Blutdiamanten verhängt. Gegen Haiti ein Ölembargo. Gegen Angola und Sierra Leone ein Ölembargo und das Verbot der Ausfuhr nicht zertifizierter Diamanten.
Die seit Februar 2022 verhängten Sanktionen gegen Russland seit dem Überfall auf die Ukraine sind insbesondere Wirtschaftssanktionen. Als erste Reaktion auf den Überfall auf die Ukraine am 24. Februar 2022 froren die EU-Mitgliedstaaten sowie die USA und die Schweiz etwa 60 % der 630 Milliarden US-Dollar umfassenden Währungsreserven der russischen Zentralbank ein. Das sanktionierte Russland als Hauptlieferant von Erdgas und Erdöl vieler EU-Mitgliedstaaten stoppte als Gegenreaktion auf die Wirtschaftssanktionen die Energie-Lieferungen, wodurch die Gas- und Ölpreise auf dem Energiemarkt stark stiegen und die Energiekosten eine erhöhte Inflation auslösten. Derartige Sanktionen und Gegensanktionen sind der Kern eines Wirtschaftskrieges.

## Wirtschaftliche Aspekte
Wirtschaftssanktionen müssen die Volkswirtschaft des sanktionierten Staates treffen. Das geschieht in erster Linie über dessen Märkte (Devisen-, Geld-, Güter-, Kapital- oder Kreditmarkt), in die nicht mehr exportiert und von denen nicht mehr importiert wird (Ausfuhrverbote, Einfuhrverbote). Geeignet sind Beschlagnahme (Kontosperre, Vermögenseinziehung), Blockade, Handelsboykott oder Divestment. Letzteres ist der Abzug von Kapital aus einem Unternehmen oder Staat und ist eine Form des Boykotts, die sich gegen die Finanzierung des Wirtschaftssubjektes richtet.
Der Erfolg von globalen Wirtschaftssanktionen hängt von ihrer Durchsetzbarkeit und Wirksamkeit ab. Zur Durchsetzbarkeit ist ein internationaler Konsens nötig, was nur selten gelingt. Einerseits finden sich andere Staaten oder einzelne Unternehmen, die Wirtschaftssanktionen nicht unterstützen und damit dem betroffenen Staat eine Ausweichmöglichkeit schaffen. Andererseits können Wirtschaftssanktionen auch spürbare wirtschaftliche Nachteile im eigenen Land bis hin zur Rezession verursachen. Die Wirksamkeit von Wirtschaftssanktionen kann allgemein bezweifelt werden. Der sanktionierte Staat kann fehlende Importe oder Exporte durch andere Güter/Dienstleistungen oder Staaten substituieren, die volkswirtschaftlichen Schäden halten sich dann in Grenzen:
Eine umfangreiche US-Studie aus dem Jahre 1990 untersuchte 120 Sanktionen zwischen 1914 und 1990 und kam zu dem Ergebnis, dass 65,8 % (79 Fälle) ein Misserfolg waren, also das Sanktionsziel verfehlten. Lediglich 34,2 % brachten den mit der Sanktion erhofften Erfolg. Eine erfolgreiche militärische Schwächung durch Waffenembargos gab es nur in 20 % der Fälle, während Destabilisierungsstrategien mit Wirtschaftssanktionen zu 52 % erfolgreich waren. Von 80 untersuchten Handelsembargos verursachten lediglich in 37,5 % der Fälle volkswirtschaftliche Schäden von mehr als 1 % des Bruttosozialprodukts.
Nicht zu unterschätzen ist die Tatsache, dass Wirtschaftssanktionen nicht nur dem sanktionierten Staat wirtschaftliche Nachteile bringen, sondern auch den veranlassenden Staaten. Beispielsweise bewirken Exportverbote bei konstanter inländischer Güternachfrage einen Rückgang der Produktion mit der Folge einer geringeren Kapazitätsauslastung und anschließender Arbeitslosigkeit, so dass den veranlassenden Staaten eine Rezession droht. Importverbote führen in den veranlassenden Staaten zu einer Verringerung des Güterangebots, sofern kurzfristig keine Substitution der Güter oder der Handelspartner erreicht werden kann. Dies wiederum ist die Grundlage für Versorgungslücken mit einhergehender Inflation.
Kritik an dem Verhängen dieser Wirtschaftssanktionen gibt es vor allem in Bezug auf die humanitäre Situation der Bevölkerung in sanktionierten Staaten. Am häufigsten werden Sanktionen noch immer gegen Länder aus der Dritten Welt verhängt, in denen ohnehin enorme Defizite in der Versorgung der Bevölkerung sowie wirtschaftlichen Entwicklung bestehen. Diese führen durch Beschränkungen und zusätzliche Hürden, gerade bei export- und importabhängigen Ländern, häufig zu negativen Auswirkungen im Hinblick auf Leben und Gesundheit der Bevölkerung (beispielsweise Burundi). Daher besteht die Gefahr, dass verhängte Sanktionen eher kontraproduktiv wirken können.
Wirtschaftssanktionen müssen nicht gegen einen bestimmten Staat gerichtet sein, sondern können auch der Unterstützung der eigenen Wettbewerbsfähigkeit im Rahmen der Außenwirtschaftspolitik dienen.